# Ganga (Musik)
Ganga ist ein traditioneller mehrstimmiger Gesang, der vor allem bei den Kroaten im ländlichen Raum der sich angrenzenden Höhenregionen der westlichen Herzegowina, des dalmatinischen Hinterlands und des südwestlichen Bosnien gepflegt wird.
Bei dem langgezogenen monotonen Gesang führt gewöhnlich ein Vorsänger durch das Singen der Melodie und des Textes. Anschließend stimmen weitere Sänger ein und begleiten ihn mit rhythmisch modulierten Vokalisen auf „a“ oder „e“. Ganga ist vermutlich ein lautmalerisches Wort für eine Liedkategorie mit dem sprachlichen Umfeld von gangati, „eintönig und langgezogen singen, einen ganga ausführen“. Der Vergleich mit anderen Sprachen auf dem Balkan und in Osteuropa ergibt auf Mazedonisch gangoli, „durch die Nase sprechen“, auf Rumänisch ganguri, gongai und ähnlich, „lallen“, gunguni, „gurren (von Tauben)“, ebenso Albanisch gungát, in dieser Bedeutung aus dem Altgriechischen. Albanisch gungallë heißt „Zikade“.
An den Liedern sind in der Regel drei oder vier männliche oder weibliche Sänger bzw. Sängerinnen beteiligt. Es ist unüblich, dass beide Geschlechter gemeinsam dasselbe Lied singen.
In der Vergangenheit kam es häufiger vor, dass Kroaten und Bosniaken gemeinsam Ganga-Lieder gesungen haben. Ganga-Texte enthalten auch politische Inhalte, die häufig nationalistisch geprägt sind und seit den 1990er Jahren Erlebnisse aus dem Kroatien- und Bosnienkrieg behandeln. Insofern stellen sie den Gegenpol zu den nationalistischen serbischen Epenliedern dar, die mit der Streichlaute gusle vorgetragen werden.
Populäre kroatische Musiker nehmen Ganga als Ethno-Element in ihre Lieder auf, so beispielsweise der Pop-Folk-Sänger Mate Bulić.

## Verbreitung
In der westlichen Herzegowina (Bosnien und Herzegowina):
- Belevarijska (Širokobriješka) ganga, in der Gegend um Široki Brijeg bis östlich nach Mostar und Čitluk
- Bekijska ganga, in der Gegend um Posušje und Grude
- Najinska ganga, in der Gegend um Ljubuški
- Duvanjska ganga, in der Gegend um Tomislavgrad (früher Duvno) und Livno

Im dalmatinischen Hinterland (Kroatien):
- Imotska ganga, in der Gegend um Imotski (Imotska krajina)

Im südwestlichen Bosnien (Bosnien und Herzegowina):
- Ramska ganga, in der Region Prozor-Rama